# Namaquarachne tropata
Espèce
Namaquarachne tropata est une espèce d'araignées aranéomorphes de la famille des Phyxelididae.

## Distribution
Cette espèce est endémique du Cap-Occidental en Afrique du Sud,.

## Description
Le mâle paratype mesure 7,31 mm et la femelle paratype 8,38 mm, les mâles mesurent de 6,63 à 7,94 mm et les femelles de 5,63 à 9,69 mm.

## Publication originale
- Griswold, 1990 : A revision and phylogenetic analysis of the spider subfamily Phyxelidinae (Araneae, Amaurobiidae). Bulletin of the American Museum of Natural History, no 196, p. 1-206 (texte intégral).